# 蚵仔煎
蚵仔煎，福州又稱蠣餅（平話字：diê-biāng），是一道以新鲜牡蛎、澱粉以及蛋煎炸而成的小吃（各地做法有差别），通常搭配酸辣味的醬料一同食用，聞名於中國大陸南方沿海、臺灣、新加坡、馬來西亞、泰國等地。

## 由來
蚵仔煎據信源自福建，有一傳說是16世紀末，陳振龍從馬尼拉偷偷將西班牙人的蕃薯帶回福建，之後1594年福建發生了旱災，於是當地人就以容易生長的蕃薯和當地盛產的牡蠣做成蚵仔煎，作為主食。至十七世紀中葉，蚵仔煎已廣泛流行於中國南方沿海，並被帶到東南亞。

## 各地差別

### 福州
蛎饼（平話字：diê-biāng），又称海蛎饼，閩東語稱海蠣為蠣、蠣𤉹卵（馬祖），是福州传统的风味小吃，以大米与黄豆粉磨成的浆、海蛎肉、猪瘦肉、芹菜或包菜、紫菜、萝卜丝炸制而成，成品多为圆形薄饼状，色金黄、壳酥，也有少部分为圆圈状，方便沥干油、降温；闽南地区作法则是在一圆形器具上，放大量葱花，胡萝卜丝，先加上海蛎再裹上面粉，然后到油锅里炸成。

### 閩南
閩南語稱為蚵仔煎，「蚵」和「蠔」原本是同一個字。
閩南的傳統做法使用蕃薯粉作為澱粉，現今也有使用麵粉，通常是在一開始就和蚵仔混合下鍋。
廈門地區會直接在蚵仔上撒薄薄的地瓜粉（乾粉狀）下鍋油煎，蚵仔本身就會出水，不需要調水就會變成粉漿，遇上蚵仔跟蚵仔相互沾黏，就淋點油將其推疏開來，起鍋前撒入蒜苗珠，翻拌兩下再起鍋，雖外型不規則，但要「黏不成堆，散不見亂」。近年部分店家可能受台灣影響而調整作法，加入粉漿與蛋。
在金門，蚵仔煎也保留了一開始混入番薯粉的做法，有別於台灣本島是後面才淋上太白粉漿。

### 台灣

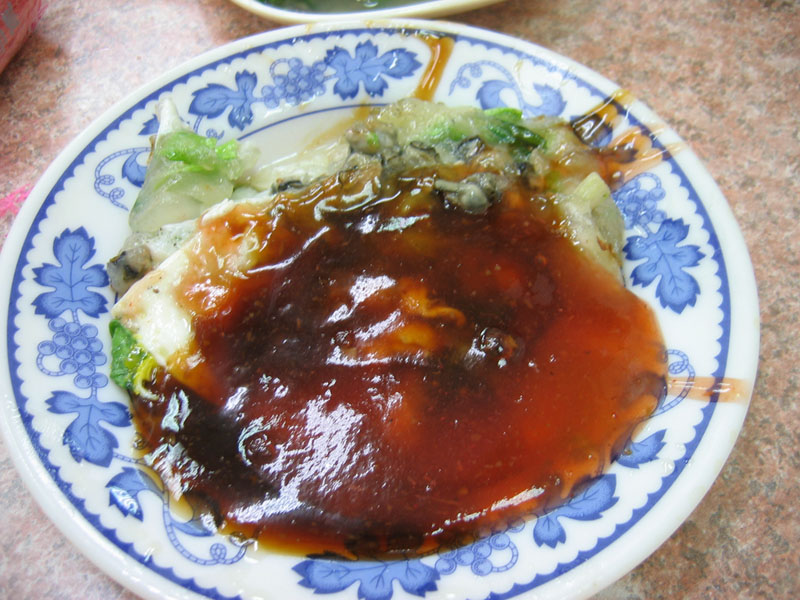
台湾鹿港鎮的蚵仔煎

台灣稱之為「蚵仔煎」，一般用臺語念，少數用客家話，極少用國語。主要流行在台灣夜市，是著名的台灣小吃，幾乎每個夜市都可以找到賣蚵仔煎的攤位。
臺灣的做法使用比例較高的地瓜粉或太白粉，是在後期以粉漿的形式加入，並且會加入蔬菜，醬汁大多是直接淋在上面食用。作法是先用平底鍋把油燒熱，放上蚵仔、攪拌後的雞蛋、蔬菜（如茼蒿菜、菠菜、臺灣萵菜、小白菜、空心菜、豆芽、九層塔等）後再淋上澱粉漿勾芡，待牡蠣熟時盛起，淋上特製醬料後即可食用。
其中食用澱粉的種類（常見的有蕃薯、馬鈴薯和樹薯）和其芡水的黏稠度，煎煮的焦度，各地各家各有不同。而醬汁的配方亦然，從最簡單的醬油膏、番茄醬、甜辣醬以至於豆瓣醬，許多店家會混合各種醬料，成為獨門配方。
現今許多蚵仔煎的攤位會兼賣以其他材料做成的蜆仔煎、蛤蜊煎、蟹肉煎、花枝煎、蝦仁煎等，或是只有雞蛋、青菜和澱粉芡水的「蛋煎」。其他類似的台灣小吃有蚵嗲和蚵仔酥，「煎䭔」則是台南安平地區一帶的傳統點心，是以加水後的番薯粉漿包裹蚵仔、豬肉、香菇等食材所煎成的餅狀物 。

### 潮汕及粵港
潮汕地區稱之為“蠔烙”，通常是用潮州蕃薯粉，並且醬汁是放在一旁的碟子中。
這種食品在香港粵語稱為「煎蠔餅」、「蠔仔餅」或「蠔餅」。香港不是每家中式食肆都會供應煎蠔餅，而是集中在潮式菜館提供，也有部分大牌檔提供此菜式，香港人常把到潮州餐館吃潮州菜稱為「打冷」。香港的蠔餅採用鴨蛋、澱粉和牡蠣煎香，不過如果沒有鴨蛋，也會使用雞蛋；相對於潮汕及台灣要求Q彈口感，香港的煎蠔餅較注重鬆化香脆的程度，除了使用麵粉代替番薯粉，也將烹調的方法改為油炸，做出「卜卜脆」的口感，近似於台灣的蚵嗲，進食蠔餅時常會配上魚露及辣椒醬，為了保持蠔餅香脆，調味醬會用另外的碟子分開上桌，有別於台灣把伴吃的醬汁直接加在蠔餅上的做法。

### 東南亞
泰國稱為hoi thot，由潮汕移民帶至泰國，目前也流行用淡菜製做，稱為hoi malaeng phu thot。曾被世界街頭小吃大會及米其林指南推薦。搭配的醬料中常有魚露。 
新加坡、馬來西亞一般寫作「蠔煎」，但潮州話讀作「蠔烙」。蛋的比例較高。煎法很特別——蚵歸蚵、煎歸煎。而「辣」也是馬來西亞蚵仔煎很重要的辨識重點，除了把辣椒醬炒進蚵仔裡，上桌時還會奉上辣椒醬碟。

## 其他稱呼
中國北方常稱為「牡蛎煎」或「牡蠣烙」，因為膠遼地區把牡蠣俗稱為海蠣子，故也有少數人称之为「海蠣煎」。
英語一般音譯 o-a-tsian ，或借用英語歐姆蛋（Omelette）的概念，譯為 oyster omelette。

## 相片集

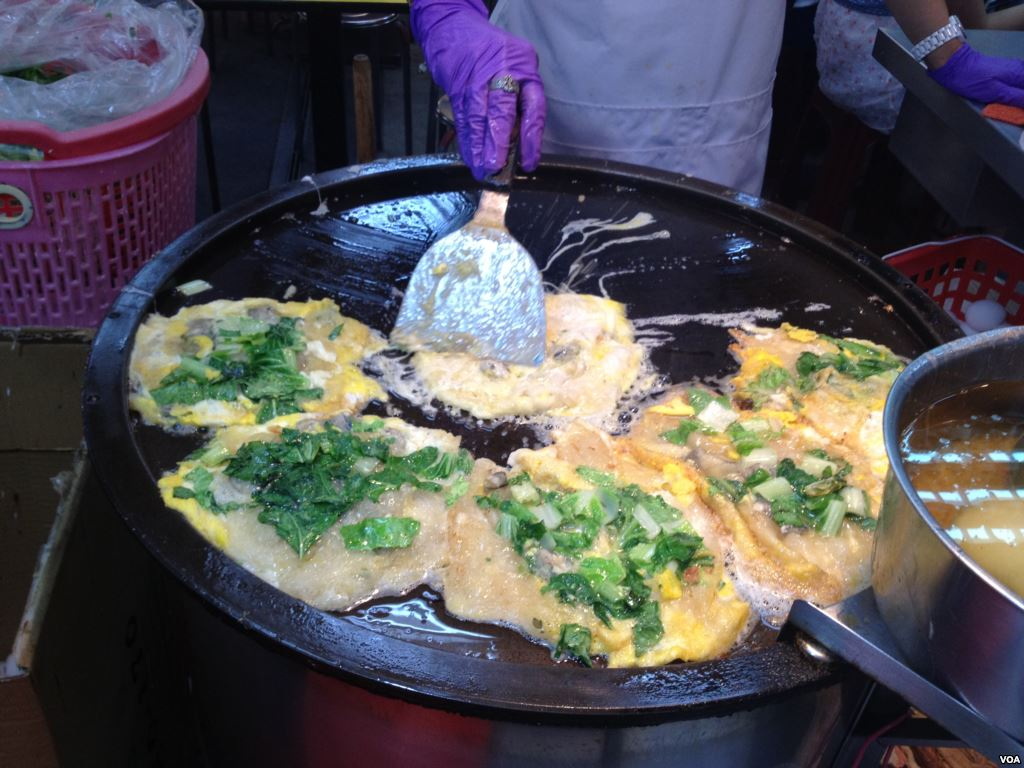
士林夜市蚵仔煎攤位
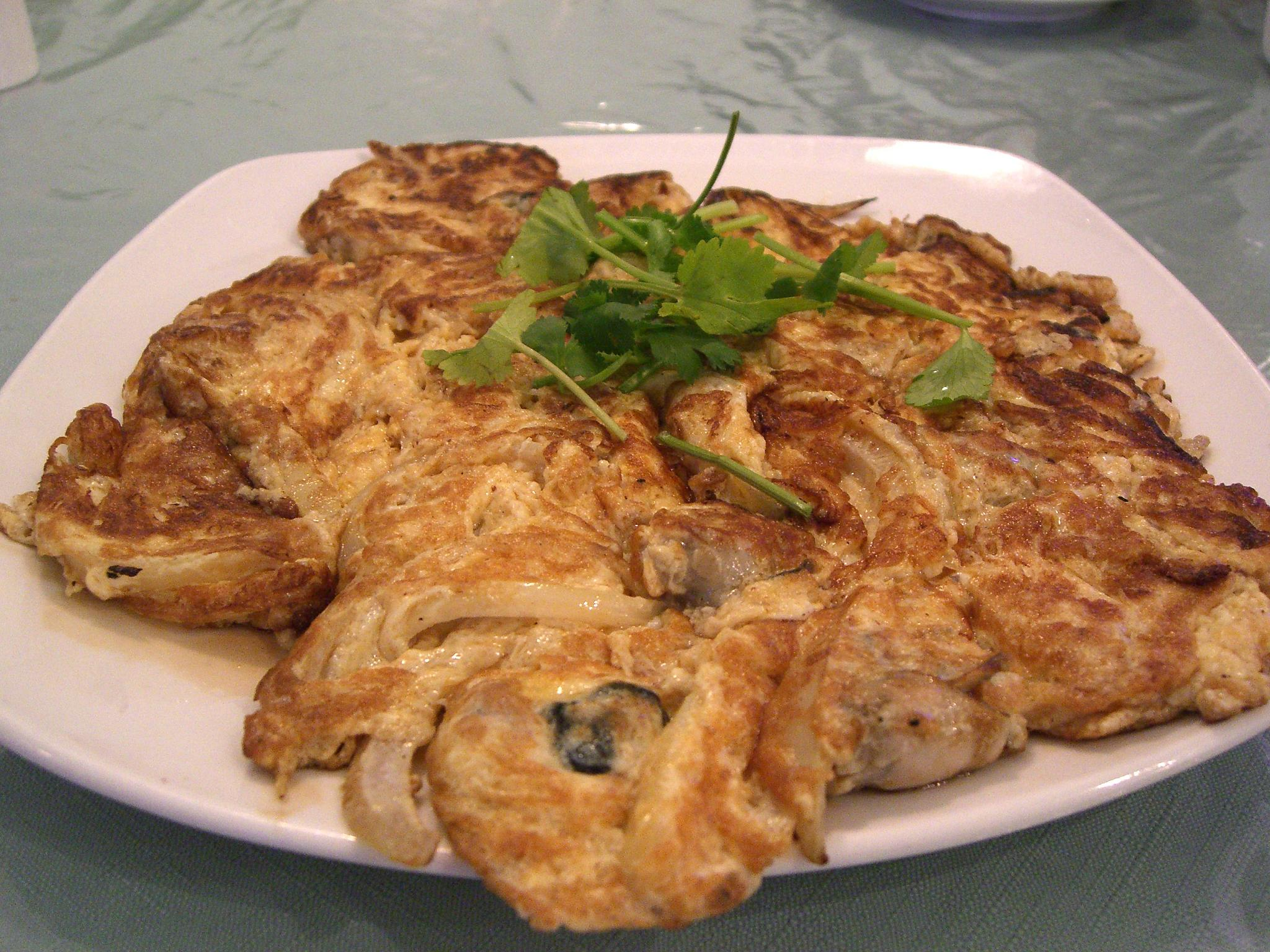
蚝仔煎
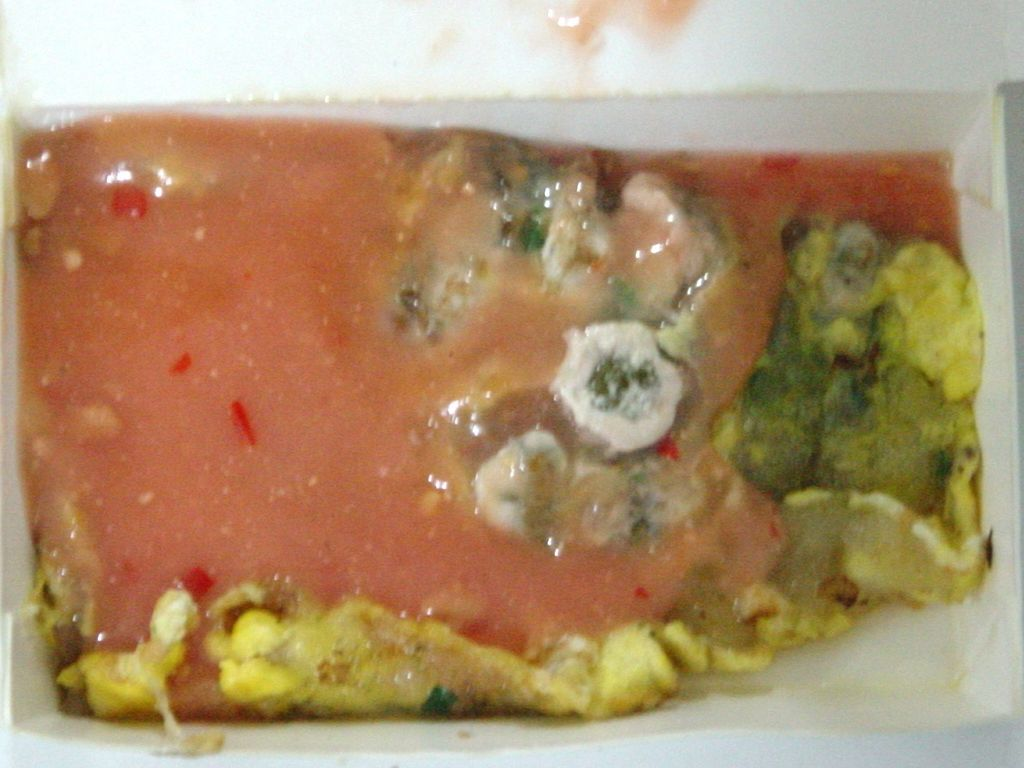
台灣板橋南雅夜市蚵仔煎
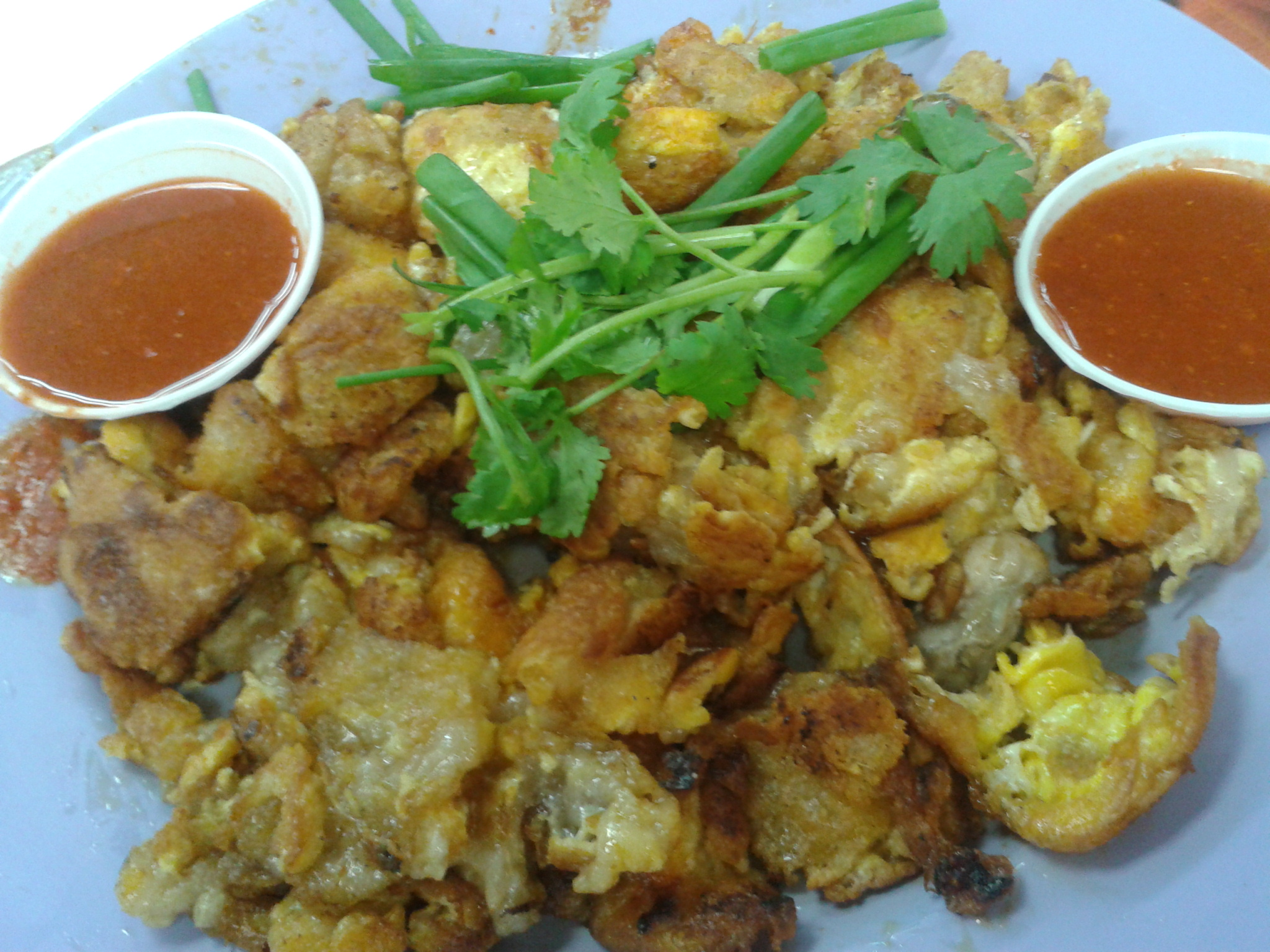
新加坡式蠔煎
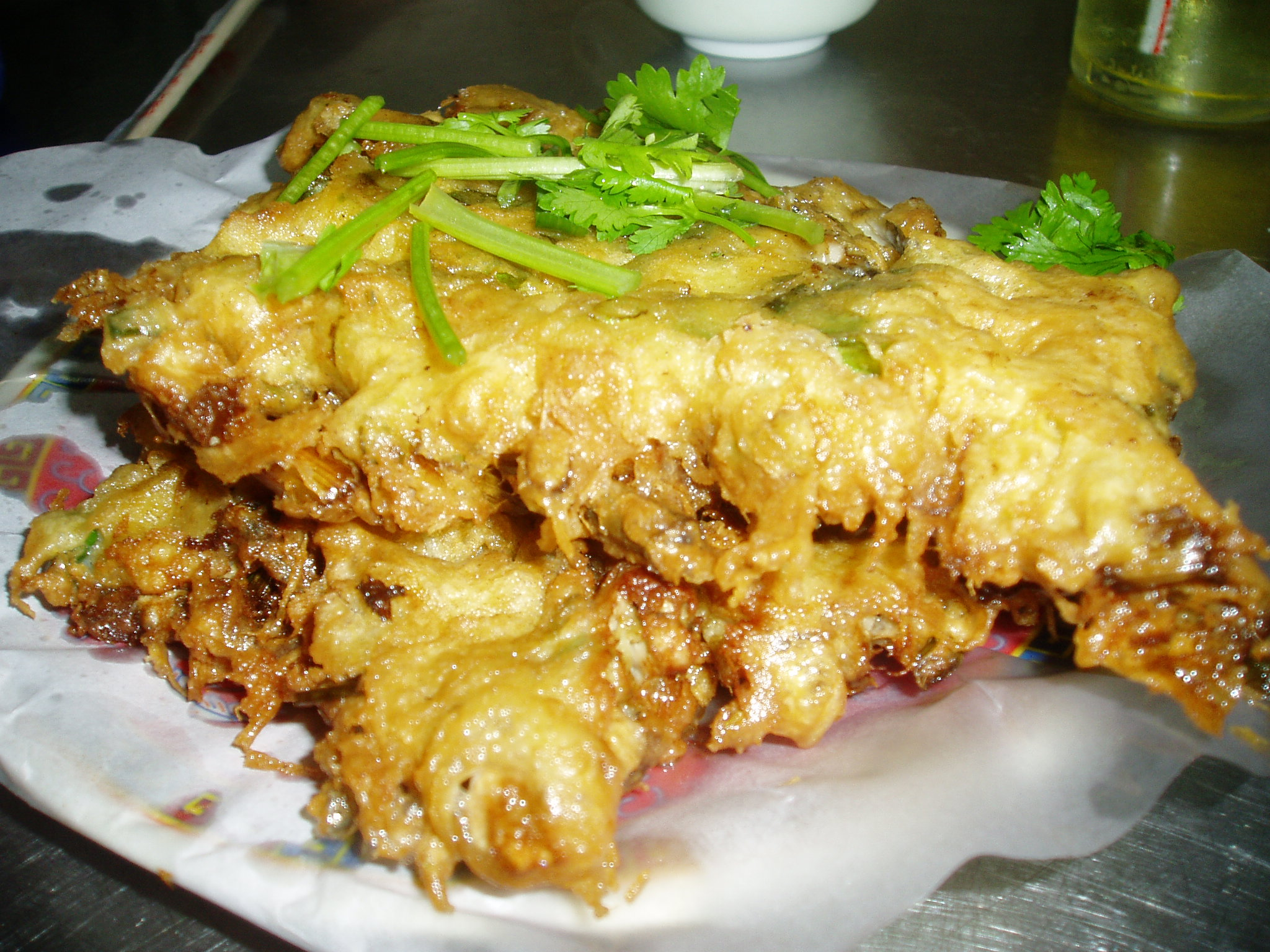
香港式煎蠔饼
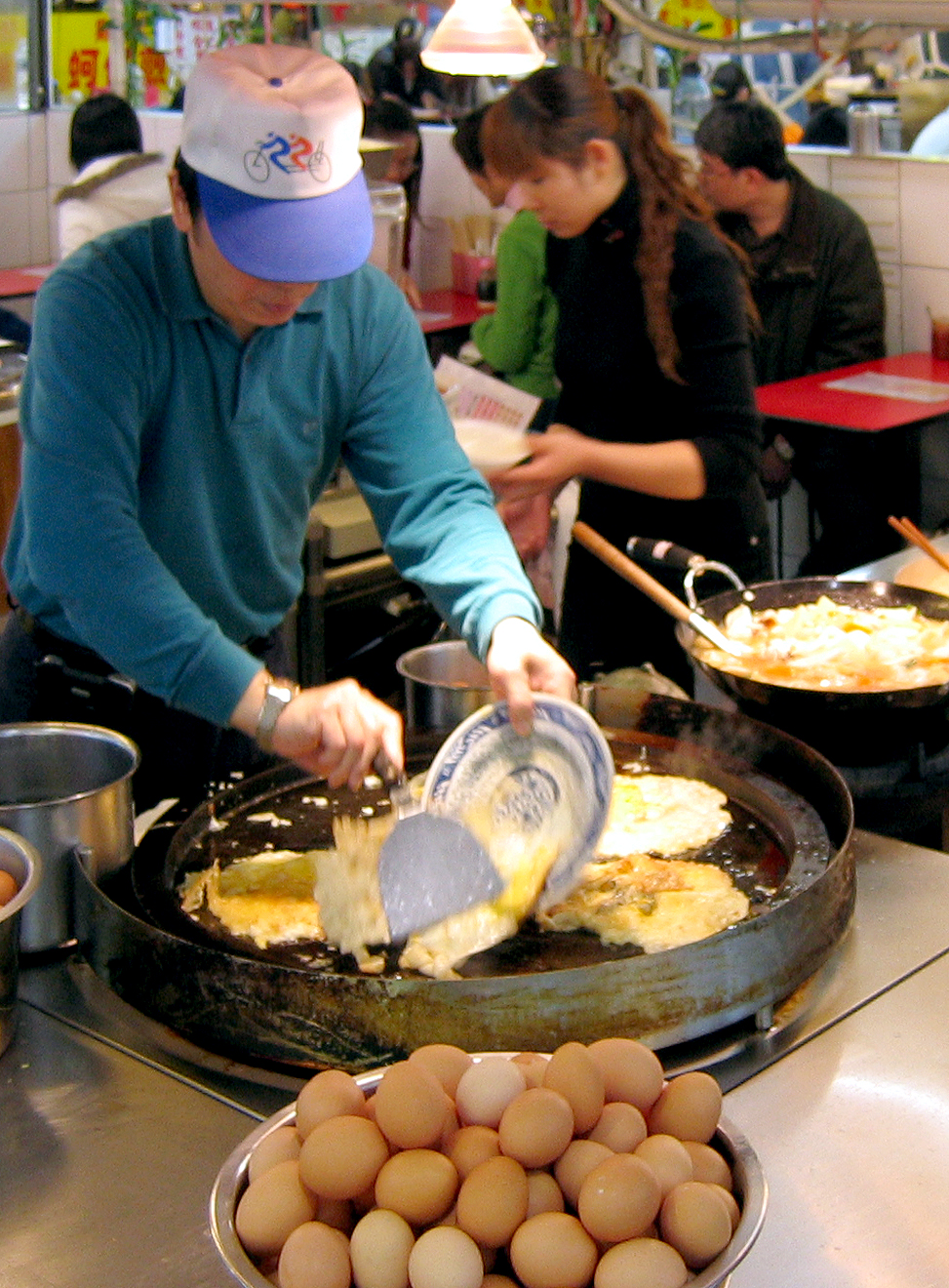
台灣蚵仔煎攤位
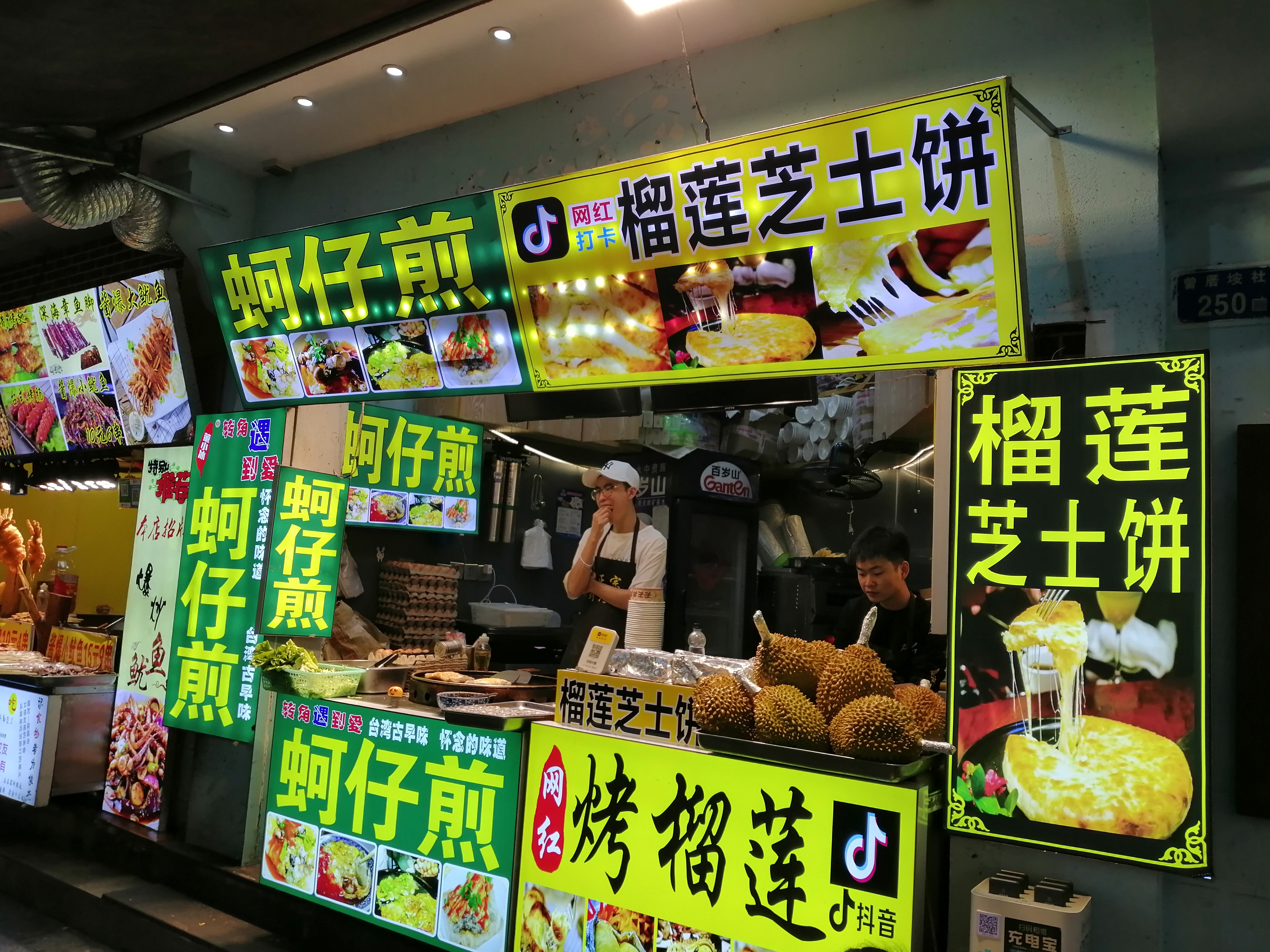
厦门曾厝垵的一个台灣蚵仔煎档口
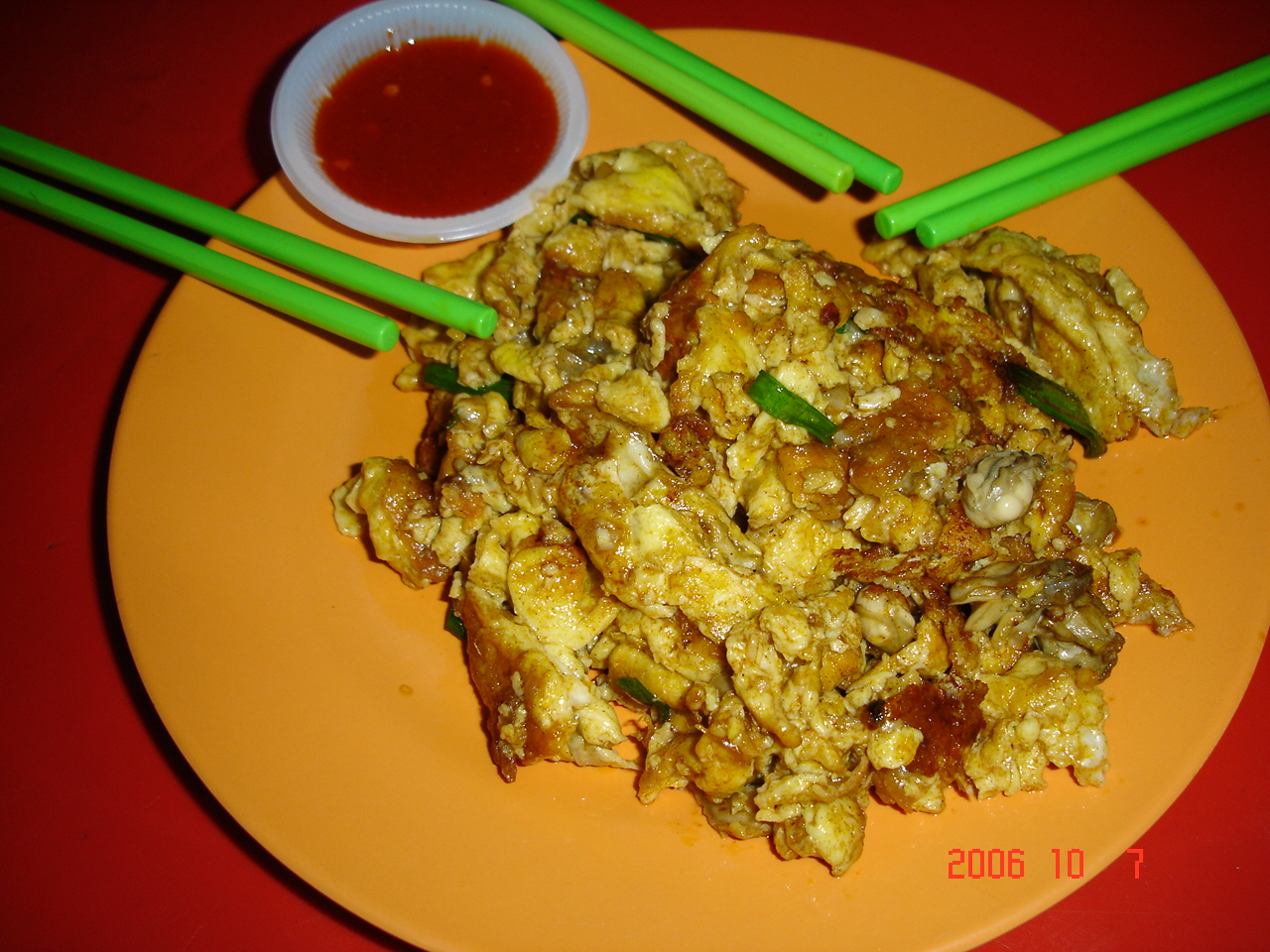
马来西亚蚝煎